# Ракове (Вознесенський район)
Ра́кове — село в Україні, у Вознесенській міській громаді Вознесенського району Миколаївської області. Населення становить 708 осіб. Через село проходить автошлях державного значення Н24 Миколаїв — Вознесенськ — Новоукраїнка.

## Населення

### Мова
Розподіл населення за рідною мовою за даними перепису 2001 року:
| Мова            | Кількість | Відсоток |
| --------------- | --------- | -------- |
| українська      | 633       | 89.41%   |
| російська       | 46        | 6.50%    |
| румунська       | 17        | 2.40%    |
| ромська         | 4         | 0.56%    |
| білоруська      | 3         | 0.42%    |
| болгарська      | 2         | 0.28%    |
| інші/не вказали | 3         | 0.43%    |
| Усього          | 708       | 100%     |

## Видатні мешканці
У селі народилися:
- Гержов Юрій Іванович (1950) — народний депутат України, член Партії регіонів.
- Кольчак Яків Харитонович (1918—1955) — учасник Другої світової війни, навідник гармати, рядовий, Герой Радянського Союзу (1941). Перший артилерист, удостоєний звання Героя Радянського Союзу у німецько-радянській війні.